# Alfred Nikiéma
Pour les articles homonymes, voir Nikiema.
Alfred Nikiéma (né le 1er janvier 1973) est un Journaliste burkinabé.

## Palmarès
- 2008
  - 10e étape (Korhogo-Boundiali) du Tour de l'or blanc

- 2007
  - 4e du Grand Prix de l'indépendance

- 2006
  - 2e du Grand prix cycliste contre la tuberculose

- 2004
  - 2e du Prix du S.N.D.
  - 3e du Prix cycliste des Engagements Nationaux